# 정성희 (작가)
정성희(1966년 4월 11일 ~ )는 대한민국의 텔레비전 드라마 작가이며 2006년 미니시리즈 등 50부작을 쓰는 조건으로 이김프로덕션과 계약한 뒤 드라마 자명고 등을 집필하기 위해 기획서를 냈지만 프로덕션이 이를 수용하지 않자 본인(정성희) 독자적으로 집필해 드라마가 방영됐고 이에 이김프로덕션은 본인(정성희)에게 15억 원을 배상하라며 2009년 12월 소송을 냈다.

## 학력
- 중앙대학교 예술대학원 문학예술학과 석사
- 중앙대학교 문예창작학과 학사
- 성심여자대학교(현 가톨릭대학교) 국어국문학과 학사

## 집필 작품

### 텔레비전 드라마
| 연도      | 제목                              | 방송사 | 유형          | 연출                 | 비고                             |
| --------- | --------------------------------- | ------ | ------------- | -------------------- | -------------------------------- |
| 1998      | 일요베스트 - 그 여자의 이불 한 채 | KBS2   | 단막          | 한준서 김상휘        |                                  |
| 1998      | 전설의 고향 - 방울소리            | KBS2   | 단막          | 윤창범               |                                  |
| 1998      | 베스트극장 - 머피의 법칙          | MBC    | 단막          | 이창섭               |                                  |
| 1999      | 흐르는 것이 세월뿐이랴            | MBC    | 월화          | 장수봉               |                                  |
| 1999      | 베스트극장 - 바리데기             | MBC    | 단막          | 장수봉               |                                  |
| 1999      | 국희                              | MBC    | 월화          | 이승렬 이주환        |                                  |
| 2000      | 드라마시티 - 감포비가(甘浦悲歌)   | KBS2   | 단막          | 배경수               |                                  |
| 2000      | 드라마시티 - 소풍                 | KBS2   | 단막          | 문보현               |                                  |
| 2000-2001 | 황금시대                          | MBC    | 수목 특별기획 | 이승렬               |                                  |
| 2001      | 베스트극장 - 아내는 채팅중        | MBC    | 단막          | 오현창               |                                  |
| 2002-2003 | 당신 옆이 좋아                    | KBS1   | 일일          | 이성주               |                                  |
| 2003-2004 | 귀여운 여인                       | MBC    | 일일          | 최이섭               |                                  |
| 2005      | 패션 70's                         | SBS    | 월화          | 이재규 이정효        |                                  |
| 2006      | 서울 1945                         | KBS1   | 대하          | 윤창범 유현기 이정섭 | 이한호와 공동 집필               |
| 2007      | 문희                              | MBC    | 주말          | 이재갑               | 이한호와 공동 집필               |
| 2009      | 자명고                            | SBS    | 월화          | 이명우               |                                  |
| 2010-2011 | 근초고왕                          | KBS1   | 대하          | 윤창범, 김영조       | 유숭열과 공동 집필 (원작 이문열) |
| 2014      | 불꽃 속으로                       | TV조선 | 금토          | 김상래               | 크리에이터                       |
| 2015-2016 | 장사의 신 - 객주 2015             | KBS2   | 수목          | 김종선 김동휘        | 이한호와 공동 집필               |
| 2017      | 나인룸                            | tvN    | 토일          | 지영수 민두식        |                                  |

### 영화
- 2003년 《대한민국 헌법 제1조》 (각색)

## 수상
- 1994년 문화일보 신춘문예 단편소설 부문

1. ↑  “드라마 '자명고' 작가 7억원 배상 판결”. 조선일보(뉴시스). 2009년 12월 6일. 2019년 10월 25일에 확인함.